# سايكو أوكاموتو
سايكو أوكاموتو (باليابانية: 岡本聖子) مواليد 14 مارس 1978 في طوكيو، هي لاعبة كرة مضرب يابانية سابقة بدأت مسيرتها كمحترفة سنة 2000 وكانت تلعب باليد اليمنى، اعتزلت اللعب في 2010. أعلى تصنيف لها في الفردي كان المركز الـ 178 في سنة 2006. أعلى تصنيف لها في الزوجي كان المركز الـ 123 في سنة 2004.

## روابط خارجية
- سايكو أوكاموتو على موقع رابطة محترفات التنس (الإنجليزية)
- سايكو أوكاموتو على موقع الاتحاد الدولي لكرة المضرب (الإنجليزية)